# 本部飛行場

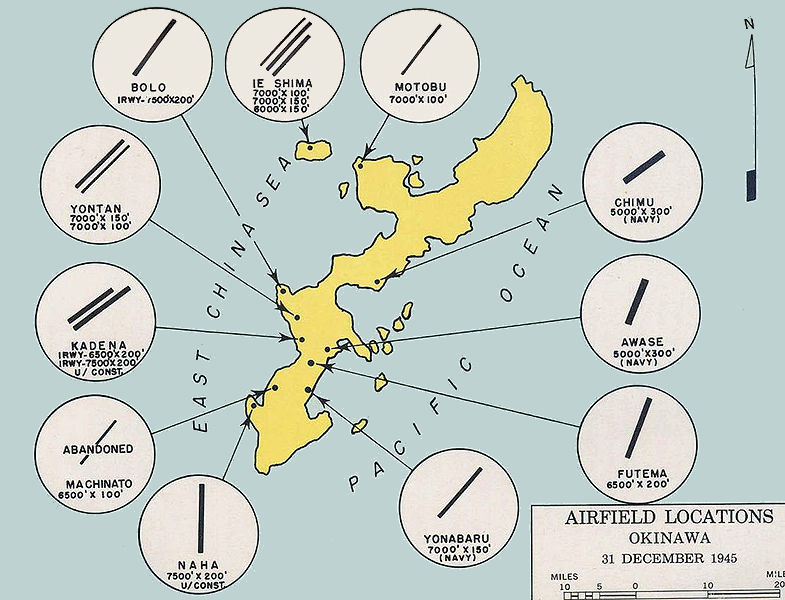
第二次世界大戦中に米軍が沖縄に建設した飛行場

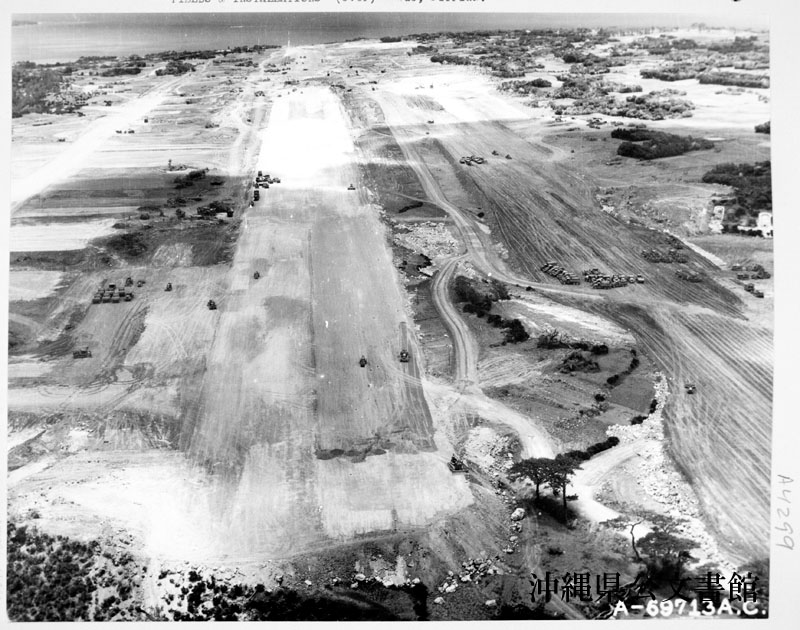
本部飛行場に作られた2本の着陸用滑走路。建設工事は1945年7月1日に始められ、同8月6日には最初の飛行機が着陸した。(沖縄県公文書館)

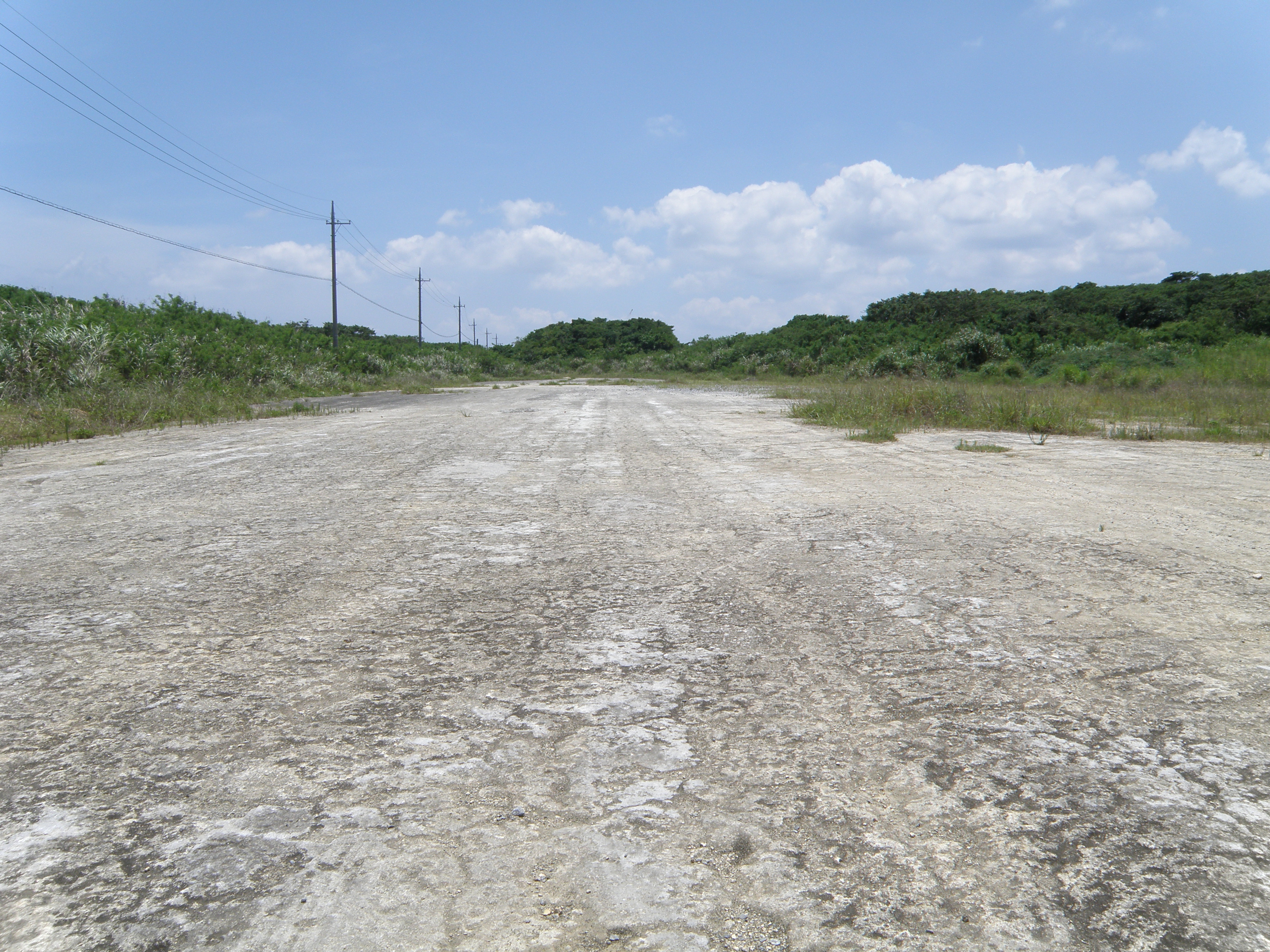
現在も放置されたままの本部補助飛行場の滑走路跡（2018年）

本部飛行場 (もとぶひこうじょう Motobu Airstrip) は、本部補助飛行場、上本部飛行場、桃原飛行場ともよばれた、沖縄本島北部の本部半島、現在の美ら海水族館の近くにかつてあった米軍基地。また、本部飛行場の北側の備瀬にはフクギ並木に隣接してビースリー小飛行場（Cub Airstrip on Beasley Field）があった。

## 概要
本部飛行場は沖縄戦のさなかの7月に日本本土進攻を目的としてアメリカ陸軍工兵隊とアメリカ海軍工兵隊シービーによって建設された。土地は強制接収され、当初、本部の住民は、最も運営状態の酷かった民間人収容所のひとつ、大浦崎収容所に送られた。約2キロメートルの滑走路1本を備え、主に第5空軍隷下の飛行隊が1945年10月に本州に移動するまで使用した。その後は、弾薬集積場、また後年には海兵隊のヘリコプターや戦車等の演習地として利用された。
沖縄返還協定了解覚書C表で返還が確定するも、固く舗装された滑走路のため、跡地利用が非常に困難となった。自衛隊の基地建設案が進められるが地元の反対で中止される。
- 名称: 本部補助飛行場 (Motobu Auxiliary Airfield)
- 場所: 本部町（字豊原、字山川、字北里、字新里、字具志堅、字謝花、字浦崎）
- 面積: 253.9 ha
- 施設: 滑走路（1,500 m × 50 m）、誘導路、駐機場

## 歴史

### 米軍 本部飛行場
- 1945年7月1日: 日本本土進攻の偵察機用飛行場として建設が始められ、同8月6日には最初の飛行機が着陸した。
- 1947年: 周辺地域を接収し拡張整備を行い、幅50 m、長さ1,500 mの滑走路、誘導路などを建設。
- 1969年6月30日: 一部返還 (216,642坪 滑走路周縁部) 
  - 跡地利用: 記念公園 2.3万 m2 試験場 4,000 m2 県道 2.3万 m2 町道 5.9万 m2 町営団地 1,000 m2 上本部中学校 2.1万 m2 住宅用地 12.2 m2
- 1971年6月30日: 全面返還 (551,569坪 滑走路) 返還
  - 跡地利用: 上本部小学校 2.2万 m2 法人利用 8.8万 m2 農業用地 9.3万 m2 住宅用地 12.3万 m2[1]

### 海自 アズオック基地建設計画
- 1978年: 沖縄開発庁 (当時) が境界不明地域として調査を開始。
- 1980年2月11日: 地籍が確定。
- 1988年: 防衛庁(当時) が海上自衛隊 P3C 哨戒機用基地（アズオック ASWOC 対潜水艦戦作戦センター用送信所）の建設計画を発表。建設用地の取得（買受・賃貸）を開始したが、地元住民の反対が起こる。
- 1993年: ASWOC用送信所建設反対町民運動総決起大会が開催される。
- 2008年7月: P3C哨戒機用基地（ASWOC用送信所）建設計画の中止が発表される。

### 地元への返還
- 2009年3月: ASWOC用送信所建設用地の民有地の賃貸契約が期限切れとなり地主に返還される。
- 2011年4月25日: ASWOC用送信所建設用地として買収された国有地（防衛省行政財産）が用途廃止され、普通財産として沖縄総合事務局（財務部）へ引継ぎされる。
- 2013年2月1日: 本部町が残りの国有地を7480万円で買い取る[2]。
- 2014年、沖縄ハム総合食品が農業生産法人「もとぶウェルネスフーズ」を立ち上げ、農産加工場を建設する構想[3]。

現在、飛行場跡地には農地や太陽光発電施設や商業施設、民家、本部町立上本部小学校がある。固く舗装された滑走路の原状復帰には数億円かかるとみられるため、現在も滑走路が残されたままとなっている。

## 飛行場建設と住民の強制収容

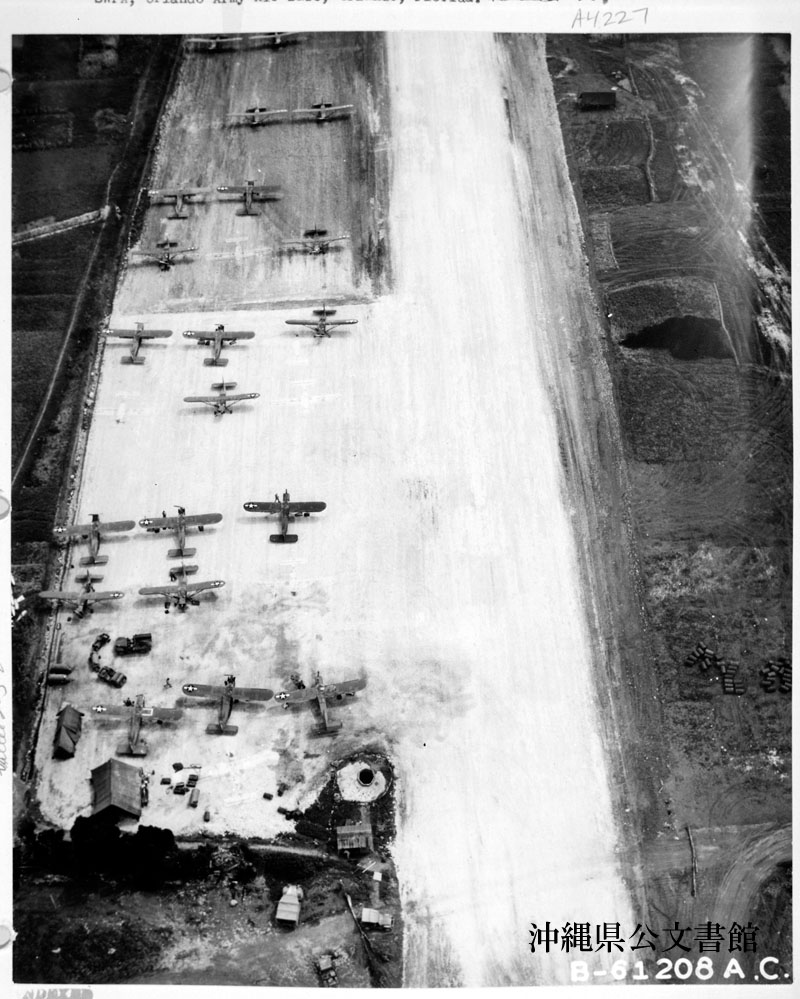
ビースリー･フィールドと名付けられた小飛行場は「伊江島の真正面にある」という。 (1945年7月9日) (沖縄県公文書館所蔵)

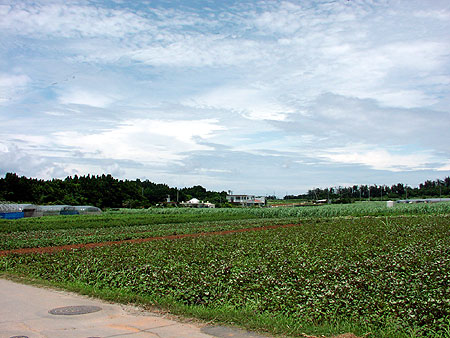
森のようにみえる場所が観光地にもなっている有名な備瀬のフクギ並木と集落であり、それに並行するように滑走路が作られていた。

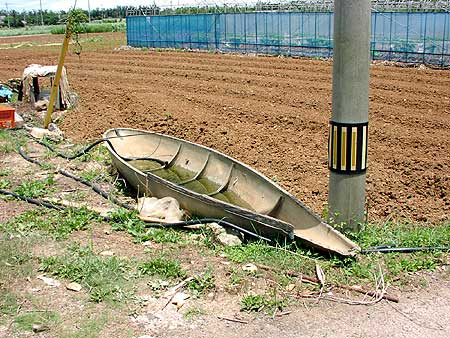
滑走路があったあたりは十年かけて苦心して畑にもどされた。水溜めに使用されているのはおそらくジェット機投下タンクと思われる。

1945年6月から7月にかけ、本部半島で米軍によって本部飛行場や本部補助飛行場の建設が開始されると、本部半島の住民は名護市辺野古にあった大浦崎収容所などに送りこまれた。そこは数ある米軍が運営した民間人収容所でも最も粗悪な運営であったといわれている収容所で、また後にキャンプ・シュワブ基地となった場所である。

本部半島から辺野古崎への住民移動について、宣教師の息子として鳥取に生まれ、沖縄戦で軍医を務め、後にハーバードとシカゴ大学で解剖学と細胞学の権威となったヘンリー・スタンリー・ベネット海軍中佐は次のように記している。

## 備瀬の小飛行場
米軍は伊江島と本部半島に多くの米軍基地を建設した。
|         | 沖縄返還協定での名称 | 旧名称                | 備考      |
| FAC6005 | 伊江島補助飛行場     | 伊江島補助飛行場      |           |
| C-10    | 本部補助飛行場       | 本部飛行場 桃原飛行場 | 返還      |
| C-9     | 本部採石所           |                       | C表: 返還 |
| -       |                      | ビースリー･フィールド | C表: 返還 |

1945年7月9日の段階で、米軍は基幹となる各種飛行場のほかに小さなカブ滑走路 (cub airstrip) を20あまりも建設した。備瀬の福木並木にはそのうちの一つとみられ、ビースリー・フィールドの小飛行場とよばれていた。美ら海水族館の北側にある備瀬フクギ並木の東側に建設された。米軍は住民を田井等収容所や大浦崎収容所に収容し、その間に小飛行場を建設し運用していた。

その年の11月下旬に田井等や大浦湾の収容所から解放された備瀬の住民は、それでもすぐには元の住居に戻ることは許されていなかった。多くの住民が2-3世帯に一つの米軍テントの集団暮らしを余儀なくされた。備瀬誌によると「タナージビラから高良原に下りる道路の左右はもとより高良原一帯を埋め、さらにナガバタキーからガジーマンに至るまで、見渡す限りテントが張り詰められ」ている状態であり、食糧事情は大浦崎収容所時代と変わらない状態であった。
現在は農作地になっているが、固いコンクリートで舗装された滑走路をはがすのに5年、土を畑にもどすのに10年かかり、また石油などが漏れ汚染された土地は農地として回復することはできなかったという。

## 配備された飛行隊
- 第5空軍司令部、1945年8月4日 - 9月25日
- 第5爆撃コマンド司令部、1945年8月 - 10月
- 第5戦闘コマンド司令部、1945年8月 - 10月
- 第308爆撃航空団司令部、1945年6月16日 - 9月22日
  - 本部飛行場に近い場所に配置された。
- 第3爆撃航空群司令部（A-20）1945年8月6日 - 9月8日
  - 第8爆撃飛行隊、1945年8月7日 - 10月26日
  - 第13爆撃飛行隊、1945年8月7日 - 10月10日
  - 第89爆撃飛行隊、1945年8月6日 - 9月8日
  - 第90爆撃飛行隊、1945年8月6日 - 9月8日
- 第380爆撃航空群司令部（B-24）1945年8月9日 - 11月28日
  - 第528爆撃飛行隊、1945年8月8日 - 11月28日
  - 第529爆撃飛行隊、1945年8月18日 - 11月28日
  - 第530爆撃飛行隊、1945年8月10日 - 11月28日
  - 第531爆撃飛行隊、1945年8月15日 - 11月28日
- 第22爆撃航空群司令部（B-24）1945年8月15日 - 11月23日
  - 第2爆撃飛行隊、1945年8月18日 - 11月23日
  - 第19爆撃飛行隊、1945年8月14日 - 11月23日
  - 第33爆撃飛行隊、1945年8月15日 - 11月23日
  - 第408爆撃飛行隊、1945年8月21日 - 11月23日
- 第417爆撃航空群司令部（A-20）1945年8月17日 - 11月1日
  - 第672爆撃飛行隊、1945年8月17日 - 11月3日
  - 第673爆撃飛行隊、1945年8月18日 - 11月4日
  - 第674爆撃飛行隊、1945年8月15日 - 11月1日
  - 第675爆撃飛行隊、1945年8月17日 - 11月5日

上記の陸軍飛行隊に加え、海軍の飛行隊も本部飛行場を利用した。終戦後は飛行場としては使われていないが、滑走路跡の一部は2019年現在も残っている。